# Josip Škrabl
Josip Škrabl foi um ciclista iugoslavo. 
Representando a Iugoslávia, competiu na prova individual e por equipes do ciclismo de estrada nos Jogos Olímpicos de Verão de 1928, disputadas na cidade de Amsterdã, Países Baixos.